# Worthington (Ohio)
Pour les articles homonymes, voir Worthington.
Worthington est une localité du Comté de Franklin en Ohio.
Sa population était de 13 575 habitants en 2010.
La ville, fondée en 1803, doit son nom à Thomas Worthington, un des premiers sénateurs de l'Ohio et futur gouverneur.